# 山田典枝
山田 典枝（やまだ のりえ、10月14日生）は、日本の脚本家・小説家。東京都出身。日本脚本家連盟ライターズスクール（現：日本脚本家連盟スクール）修了（第51期生）。夫はイラストレーターで漫画家の篠﨑雄一郎。
脚本家の竹内日出男に師事し、『中学生日記』で脚本家デビュー。代表作に『魔法遣いに大切なこと』シリーズがある。日本脚本家連盟会員。山田典枝および田山りくの名はペンネームであり、いずれも本名ではない。代表作である『魔法遣いに大切なこと』シリーズは本人にとって特に想い入れが強い作品であり、この作品にちなんで公式サイトのタイトルも『山田魔法事務所受付』となっている。

## 作品リスト

### 脚本

#### テレビドラマ
- 中学生日記（NHK）[注 1]
- 青空の卵（原作：坂木司、2012年、BS朝日） - 5話・6話担当
- 松坂慶子のおとぎばなしファンタジー（NHK）[2]
- ガール・ミーツ・ボーイ（NHK教育）[2]

#### テレビアニメ
- 魔法遣いに大切なこと - Someday's dreamers（2003年、テレビ朝日）
- 魔法遣いに大切なこと〜夏のソラ〜（2008年、テレビ朝日）

#### ラジオドラマ
- 犬を飼いましょう（NHK-FM）[2]

#### 映画
- 魔法遣いに大切なこと（2008年）
- いぬばか（原作：桜木雪弥、2009年）

### 漫画原作・原案
- 魔法遣いに大切なこと - Someday's dreamers（作画：よしづきくみち、2002年 - 2003年、月刊コミックドラゴン、富士見書房、全2巻）
- 魔法遣いに大切なこと 太陽と風の坂道（作画：よしづきくみち、2003年 - 2006年、月刊ドラゴンエイジ、富士見書房、全5巻）
- のどかnobody（作画：及川雅史、2004年 - 2005年、月刊ドラゴンエイジ、富士見書房、全2巻）※田山りく名義
- 魔法遣いに大切なこと〜夏のソラ〜（漫画：よしづきくみち、2008年、月刊少年エース、角川書店、全2巻）

### 小説
- 魔法遣いに大切なこと プライマル（2003年、メディアファクトリー）
- 魔法遣いに大切なこと 太陽と風の坂道（2005年 - 2006年、富士見ファンタジア文庫、全2巻）
- 釣りガール（2010年、スマッシュ文庫）